# القرية الأولمبية بجامعة المنصورة
القرية الأولمبية بجامعة المنصورة هي مجمع منشآت رياضية تابع لجامعة المنصورة بمصر. وتشمل هذه المنشآت والملاعب الرياضية ما يلي:

## الاستاد الرياضي (استاد جامعة المنصورة)
افتتحه الرئيس محمد حسني مبارك أثناء افتتاح فعاليات أسبوع شباب الجامعات المصرية السابع بالمنصورة سنة 2005، كما أقيم عليه أيضا أسبوع شباب الجامعات العربية الأول.
وهو مقام على مساحة أربعة أفدنة تقريبا مزروعة بالنجيلة الطبيعية سابقة التجهيز وبه صرف مغطي ونظام ري بالمدافع ومحاط بمضمار وميدان ألعاب قوى من الترتان كما يضم مدرجات ومقصورة رئيسية تتسع لإثنى عشر ألف متفرج.
يستخدم الاستاد خلال النشاط الصيفي من قبل بعض المدارس الخاصة لتعليم كرة القدم كما تقام عليه معسكرات تدريبية لبعض أندية الخليج بالإضافة إلى مباريات دوري كرة القدم الممتاز «ب» لأندية المنصورة وسماد طلخا وكهرباء طلخا، وتجرى عليه اختبارات اللياقة البدنية (كوبر) لحكام منطقة الدقهلية لكرة القدم وحكام منطقة الغربية ومنطقة دمياط (الدرجة الأولى) تحت إشراف لجنة الحكام الرئيسية بالإتحاد المصري لكرة القدم، كما تقام عليه اختبارات القبول بكلية التربية الرياضية لمحافظتي المنصورة ودمياط.

## صالة الأنشطة الرياضية
توجد أسفل مبنى مجمع حمامات السباحة، وتشمل وحدة لياقة بدنية وألعاب فردية (مثل البلياردو وتنس الطاولة والساونا)، كما تقدم خدمات صيفية في العاب الكاراتيه والتايكوندو.

## مجمع الإسكواش
يتكون هذا المجمع من ملعبين على مساحة 24 م×23 م ومحاط بمدرجات من دورين تتسع إلى 100 مشاهد للملعب الواحد والمجمع مكيف الهواء.

## ملاعب التنس الأرضى
تحتوى القرية الأولمبية على ثلاثة ملاعب مزودة بكشافات للإضاءة الليلية ومجموعة من المدرجات المتحركة وغرفتى تبديل ملابس (رجال - سيدات) بالإضافة إلى المكاتب الإدارية.

## وحدة اللياقة البدنية
وتشتمل على صالة للتدريبات البدنية وصالتين مجهزتين بالأجهزة الرياضية، بالإضافة إلى حجرة تغيير ملابس ما تم افتتاح وحدة لياقة بدنية خاصة بالرجال طوال أيام الاسبوع بمدخل 10 في استاد مبارك ويظل المقر الأساسي خاص بالسيدات فقط طوال أيام الاسبوع وتم افتتاح صالة لتدريب صغار السن بداية من 6 سنوات إلى 14 سنة.

## حمام السباحة
تضم القرية مجمع حمامات سباحة مصمماً حسب المواصفات الأوليمبية حيث يشمل:
- حمام سباحة رئيسي مخصص لمسابقات السباحة والغطس
- حمام سباحة فرعى للتدريب
- حمام سباحة للأطفال والإحماء
- قاعتين: الأولى لكبار الزوار والثانية للاجتماعات
- حجرة لخلع الملابس
- مكاتب إدارية

مساحة المجمع الكلية 4800 متراً، وتم وضع حجر أساسه في أبريل 1996، وتبلغ سعة مدرجاته 1250 فرداً.

## الصالة المغطاة
تقام فيها البطولات المحلية والدولية في الألعاب الفردية والجماعية، وتسع حوالي 1000 متفرج. وقد أقيمت على مساحة 2500 متر مربع.

## الملاعب المتعددة الأغراض
تضم القرية 6 ملاعب ترتان متعددة الأغراض مجهزة لإقامة مباريات الكرة الطائرة وكرة السلة وكرة اليد وخماسيات كرة القدم، وبها مدرجات تسع 500 متفرج لكل ملعب.

## الملاعب الفردية
تشتمل على ملعبين من النجيل الطبيعي لخماسيات كرة القدم والتدريبات.

## وصلات خارجية
القرية الأولمبية بجامعة المنصورة